# Aleksej Kuznetsov
Aleksej Kuznetsov, ryska: Кузнецов, Алексей, född 20 februari 1905 i Vorovitji, guvernementet Novgorod, Kejsardömet Ryssland, död 1 oktober 1950 i Leningrad, Sovjetunionen, var Andrej Zjdanovs ställföreträdare som partiledare i Leningrad, och efter andra världskriget sekreterare i centralkommittén och kurator i säkerhetstjänsten MGB. När Stalin utnämnde honom som kurator i MGB blev KGB-chefen Berija, som hade tjänsten, hans fiende.  Kuznetsov var tänkt som Stalins efterträdare som generalsekreterare, men rensades ut i samband med Leningradaffären 1949 och avrättades 1950. Hans familj skickades till arbetsläger. Kuznetsov rehabiliterades postumt.

## Fotnoter
1. 1 2  TracesOfWar, TracesOfWar person-ID: 71159.[källa från Wikidata]
2. ↑  Aleksandr M. Prochorov (red.), ”Кузнецов Алексей Александрович”, Большая советская энциклопедия : [в 30 т.], tredje utgåvan, Stora ryska encyklopedin, 1969, läst: 27 september 2015.[källa från Wikidata]